# 厚叶铁线莲
厚叶铁线莲（学名：Clematis crassifolia）为毛茛科铁线莲属下的一个种。

## 扩展阅读
- 維基物種上的相關：厚叶铁线莲